# Potez 33
Le Potez 33  est un monoplan monomoteur français conçu en 1928.

## Historique
Le Potez 33 est construit par la société des aéroplanes Henry Potez à la demande de l'armée de l'air française.
Il s'agit d'une version militarisée du Potez 32, destinée à assurer un service à moindre coût, selon la même conception que ce dernier . Les modifications portent sur l'installation d'une mitrailleuse en tourelle dorsale et d'une soute à bombe dans le fuselage. Un équipement photographique peut être installé. La structure est pour le reste identique au Potez 32. Les dernières versions disposent d'un train d'atterrissage sans essieu. Une variante hydravion est adaptée pour le service colonial.
L'avion sert à la formation des personnels navigants techniques et permet d'effectuer des missions de liaison, de transport et d'évacuation sanitaire. Il est mis en service en France, en Belgique, en Chine et au Portugal.

## Variantes
Versions déclarées par Potez
- 33.0 : moteur Salmson 9 Ab de 230 ch, prototype.
- 33.1 : moteur Salmson 9 Ab de 250 ch, porte triangulaire, série.
- 33.2 : moteur Salmson 9 Ab de 250 ch, version hydravion pour les colonies
- 33.3 : moteur Salmson 9 Ab de 250 ch, version sanitaire
- 33.4 : moteur Lorraine-Dietrich 7 Ma de 230 ch, réservoir de 1000 l, version de raid.
- 33.4bis : moteur Salmson 9 Ab de 250 ch, réservoir de 1000 l, version de raid.
- 33.5 : moteur Salmson 9 Ab de 250 ch, version sanitaire pour le Congo.
- 33.6 : moteur Salmson 9 Ab de 250 ch, version de liaison pour le Brésil.
- 33.7 : moteur Salmson 9 Ab de 250 ch, version de liaison pour le gouvernement de Nankin.
- 33.8 : moteur Salmson 9 Ab de 250 ch, version liaison/commerciale, Wou-Shouki, Chine.
- 33.9 : moteur Jaguar, version de liaison.
- 33.10 : moteur Salmson 9 Ab de 250 ch, train d'atterrissage sans essieu, version coloniale pour la France et la Belgique.
- 33.11 : moteur Salmson 9 Ab de 250 ch, hydravion de liaison.
- 33.12 : moteur Lorraine-Dietrich 7 Mb de 246 ch, version de liaison pour la Belgique et le Brésil ; un exemplaire belge est essayé avec un Gnome et Rhône 7 Kdrs de 300 ch.

## Utilisateurs
- France :
  - Potez : prototype
  - Aéronautique militaire puis Armée de l'air : probablement 32 exemplaires dont 8 à Madagascar.

- Belgique : 
  - L'Aéronautique militaire - Militair Vliegwezen : 8 exemplaires utilisés par l'École d'aéronautique et l'École de pilotage.

- Brésil : 
  - Forces armées brésiliennes : 8 exemplaires.

- Chine :
  - Armée nationale révolutionnaire.
  - Wou-Shouki, liaison commerciale.

- Portugal :
  - version 33.4 de raid : probablement 2 exemplaires, dont l'un s'écrase lors d'un essai de liaison de Lisbonne à Goa, le 10 avril 1928.